# Personenfähre

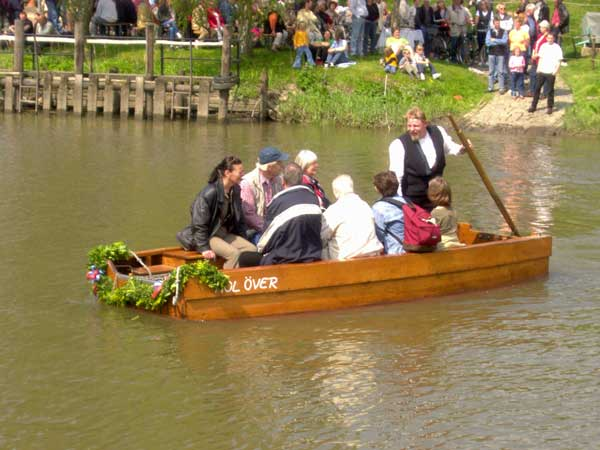
Fähre Kronsnest auf der Bundeswasserstraße Krückau, saisonal zwischen den Gemeinden Seester (Kreis Pinneberg) und Neuendorf b. Elmshorn (Kreis Steinburg) in Schleswig-Holstein

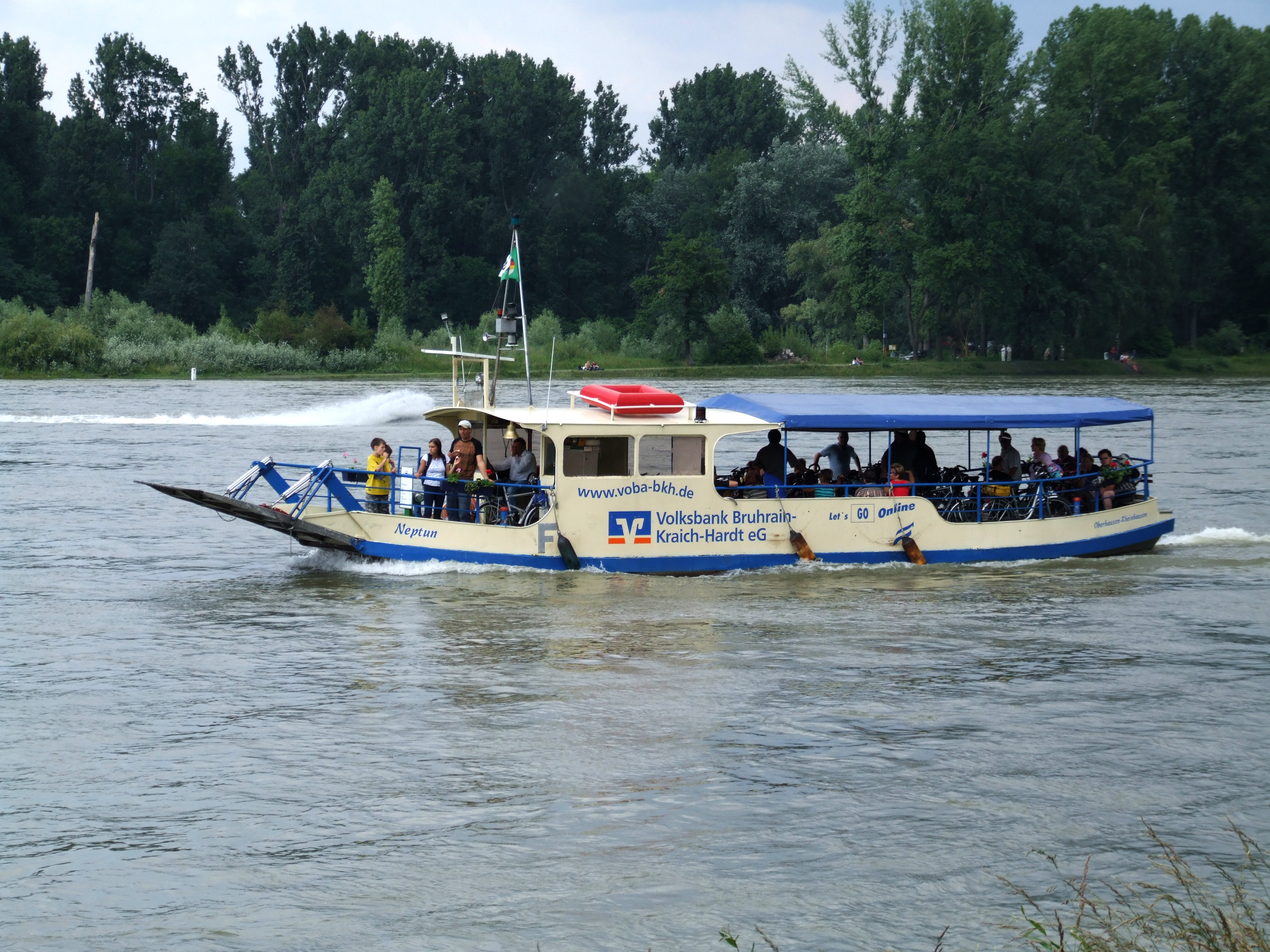
Die Neptun, die heutige Rheinhäuser Fähre

Eine Personenfähre ist ein Wasserfahrzeug zum Transport von Personen über Gewässer. Es ist ein Fahrzeug, das dem Übersetzverkehr von einem Ufer zum anderen auf der Wasserstraße dient und von der zuständigen Behörde als Fähre behandelt wird.
Früher, als es über große Flüsse kaum Brücken und keine Tunnel gab, waren Personenfähren zentraler Bestandteil von Reiserouten. Um aber auch Handel treiben zu können, wurden schon früher an wichtigen Routen größere Fähren als Lastfähren für Karren und Kutschen betrieben, die den heutigen Autofähren entsprechen.
Heute dagegen dienen Personenfähren vorwiegend touristischen Zwecken.
Ein Beispiel für eine moderne Personenfähre ist die Rheinhäuser Fähre über den Rhein zwischen Speyer und Rheinhausen. Sie war früher Teil der ersten regelmäßig betriebenen Postroute im Heiligen Römischen Reich Deutscher Nation von Innsbruck nach Brüssel.

## Antriebsart

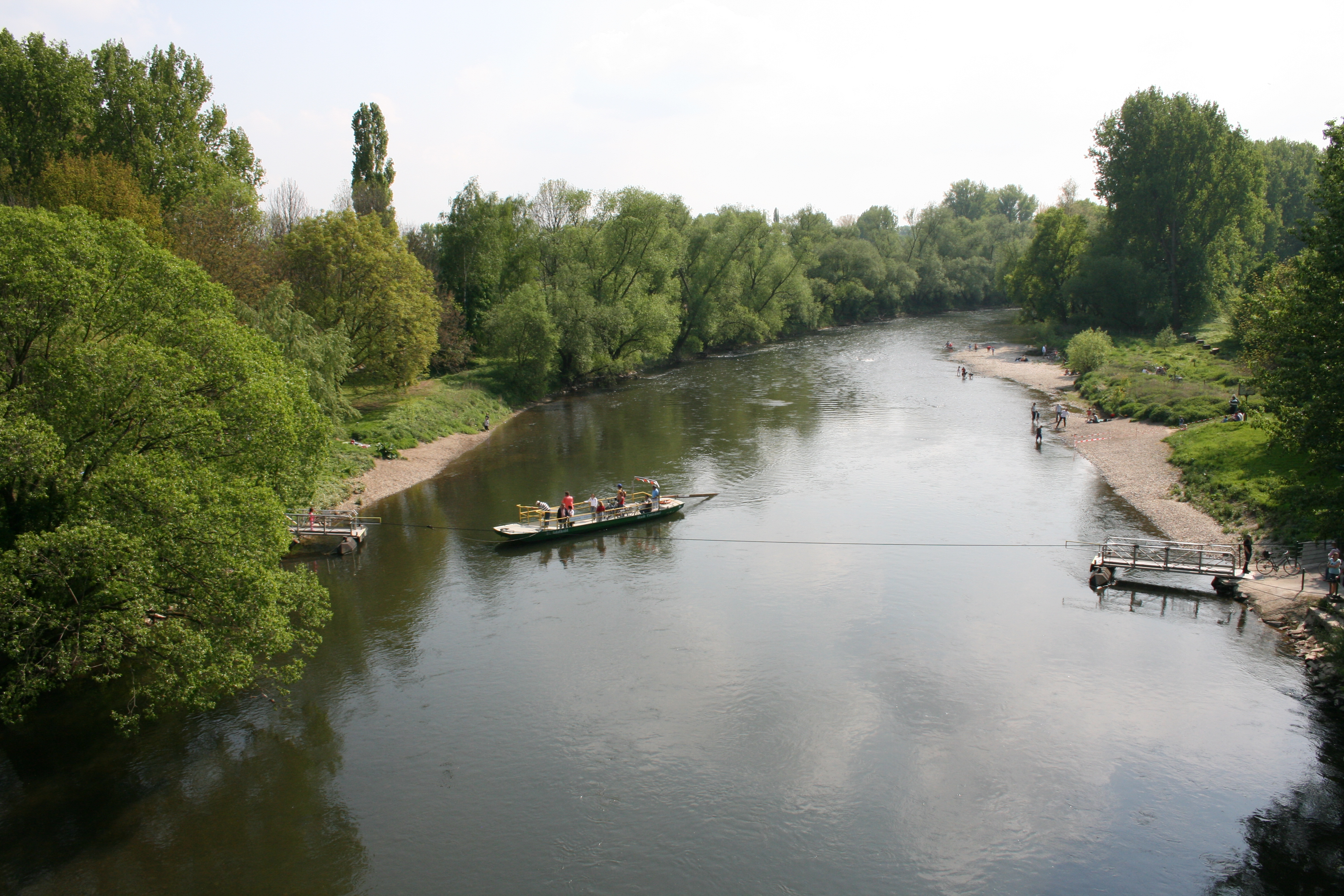
Siegüberquerung per Gierseilfähre bei Troisdorf-Bergheim (2009)

Es gibt von Hand betriebene Fähren (z. B. als Ruderboot), Seilfähren und Motorfähren. Bei Seilfähren wird zwischen Niedrig- und Hochseilfähren unterschieden, siehe auch Gierseilfähre. Mit Dieselmotor und Propellern angetriebene Fähren nutzen wie die Seilfähren teilweise ebenfalls die Strömung.

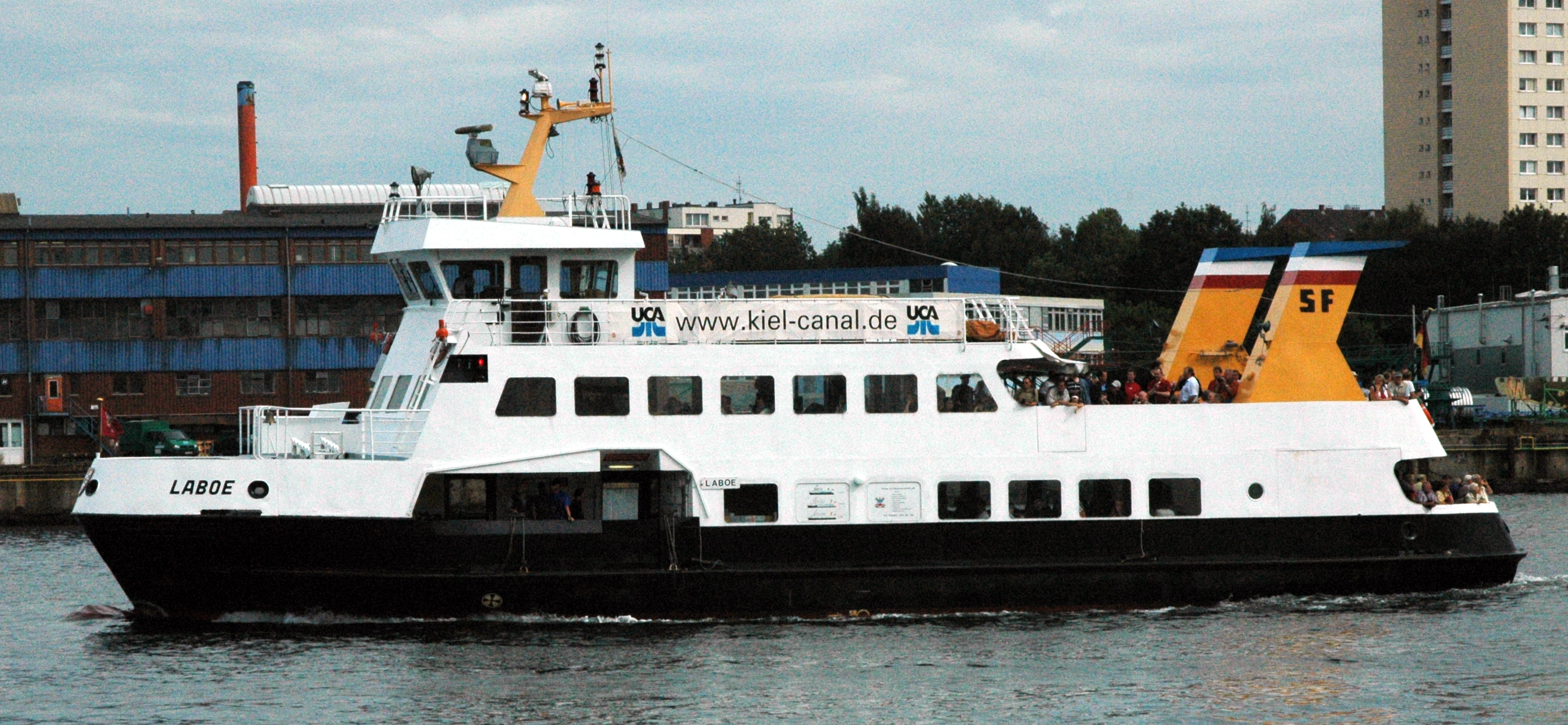
Personenfähre im Hafen von Kiel

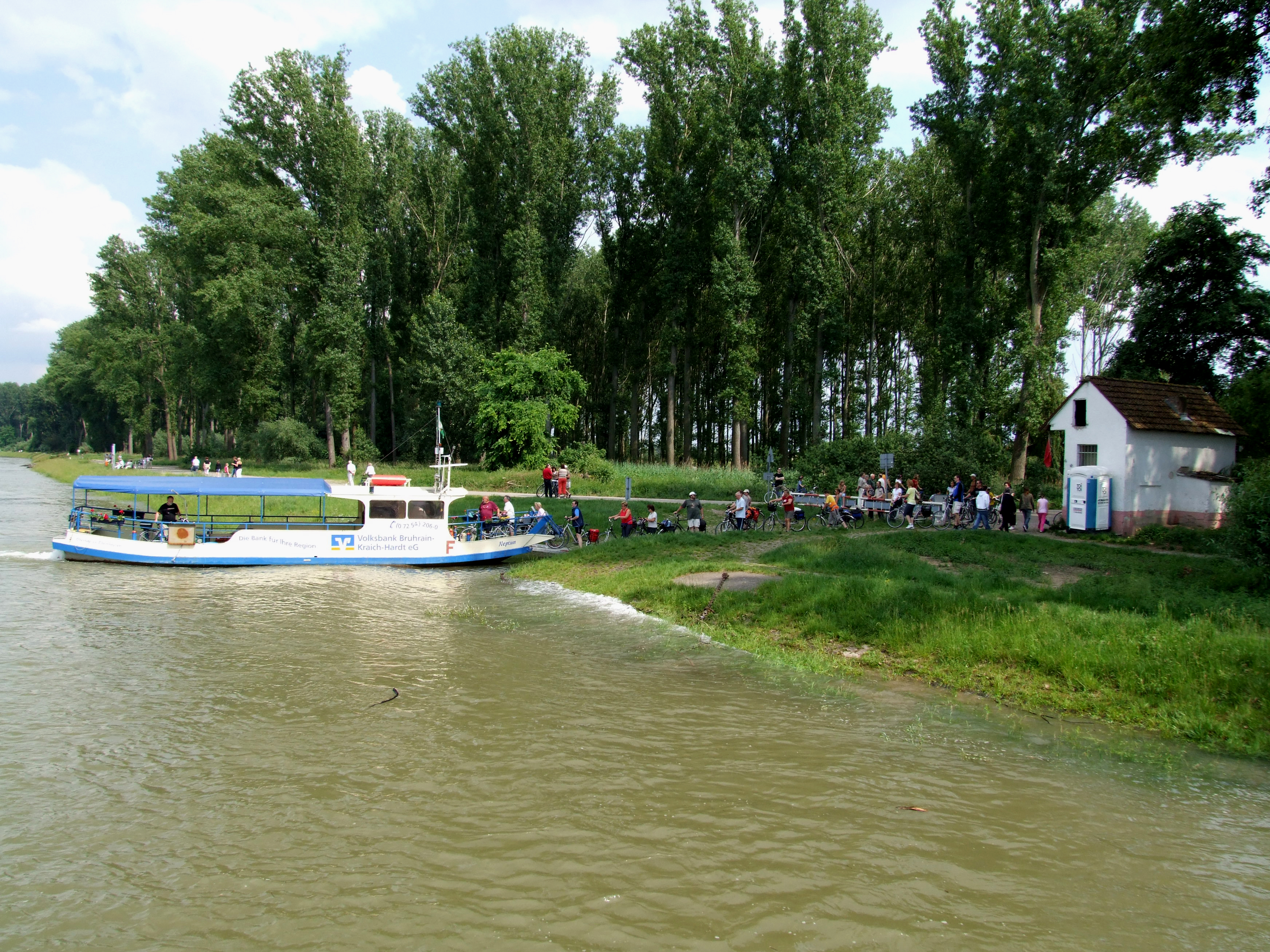
Wanderer und Fahrradfahrer, die modernen Kunden der alten Verbindung zwischen Rheinhausen und Speyer

## Personenverkehr als Teil des öffentlichen Verkehrssystems
In Städten, die am Meer oder an einem größeren Fluss liegen (auch in Städten mit vielen Kanälen), spielen Personenfährverbindungen eine wichtige Rolle im Nahverkehr. Sie verursachen vergleichsweise weniger Kosten als Tunnel oder Brücken und ermöglichen eine direkte Verbindung zweier Ufer.

### Deutschland
In den beiden größten deutschen Städten Berlin (siehe Fährverkehr in Berlin, besonders hervorzuheben ist hier eine Ruderfähre) und Hamburg (Hafenfähren) sind unterschiedliche Fährlinien in das öffentliche Verkehrssystem der BVG bzw. des HVV integriert. In Hamburg hatten früher auch Fährverbindungen über die Alster Bedeutung für den innerstädtischen Personenverkehr und waren in das Verbundtarifsystem einbezogen. Auch um Dresden, in Rostock sowie Kiel sind Fähren in das öffentliche Verkehrssystem eingebunden.
Entlang von Rhein, Main, Elbe und Donau gibt es eine Vielzahl von regelmäßig angebotenen Fährverbindungen, diese dienen jedoch auch dem touristischen Bedarf und haben etwa in Düsseldorf, Köln oder Frankfurt am Main keine bedeutende innerstädtische Verkehrsfunktion.
Insgesamt gibt es in Deutschland ca. 850 Personenfähren und es wurden hier 2008 15,9 Mio. Passagiere im Seeverkehr befördert. Ins Ausland waren weitere 13,1 Mio. Reisende an Bord. Die meisten Passagiere innerhalb Deutschlands hatten die Häfen in Niedersachsen (10,3 Mio.), der Auslandsverkehr verzeichneke die meisten Fahrgäste ab Schleswig-Holstein (9,2 Mio.).

### Schweiz
In der Schweiz übernehmen Personenfähren oft wichtige Aufgaben im Nahverkehrssystem, so etwa an den Städten Zürich, Genf und Lugano, die an den gleichnamigen Seen gelegen sind, ebenso in Städten an Flüssen wie Basel.

### International
In Amsterdam verkehren die dortigen Fähren auf dem IJ. Auch in Paris auf der Seine und London auf der Themse werden Personenfähren als Teil des Systems des öffentlichen Nahverkehrs unterhalten. In der Lagunenstadt Venedig übernehmen die sogenannten Vaporetti sogar einen Großteil des öffentlichen Verkehrs.
Die Personenfähre Älvsnabben überquert den Göta älv und ist Teil des öffentlichen Personennahverkehrs in Göteborg.
In New York City spielt die kostenlose Staten Island Ferry, welche auch Autos transportiert, eine wichtige Rolle im Pendlerverkehr zwischen den Stadtteilen Staten Island und Manhattan.
In Hongkong verbindet die Star Ferry als Teil des öffentlichen Nahverkehrs Hong Kong Island mit Kowloon, welche durch den Victoria Harbour getrennt sind.

## Kuriosa
Eine der wohl kleinsten Fähren Deutschlands verkehrt in Schleswig-Holstein auf der Bundeswasserstraße Krückau – die Fähre Kronsnest für maximal acht Personen ist eigentlich ein kleines Holzboot, welches durch das Wriggen per Hand vorwärts bewegt wird. War sie bis Mitte des vergangenen Jahrhunderts beinahe 400 Jahre lang die einzige Möglichkeit, in angemessener Zeit auf die andere Uferseite zu gelangen, wurde sie 1993 als Touristenattraktion wiedereröffnet.
In Moritzdorf auf Rügen verkehrt ein Ruderboot als Fähre Moritzdorf über die Baaber Bek.
Die einzige deutsche Ruderfähre im Linienverkehr fährt in Berlin über die Müggelspree.

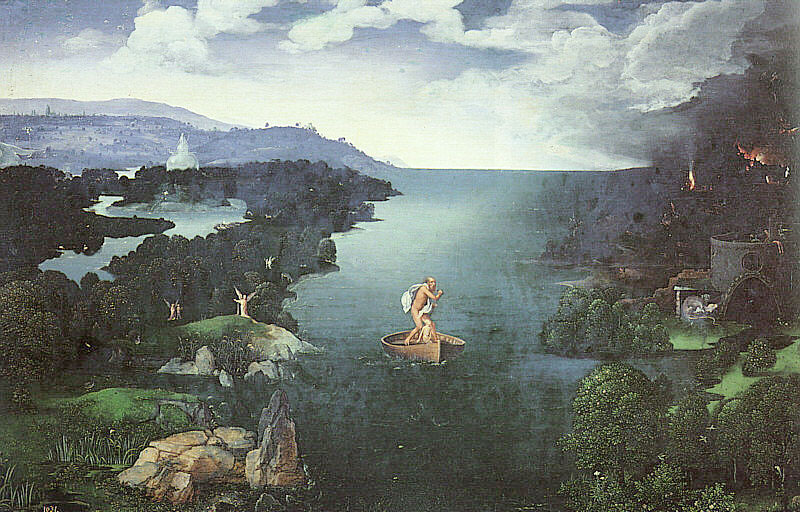
Der mythische Fährmann Charon auf dem Styx (Joachim Patinir, 1515)